# Tejuçuoca
Tejuçuoca är en kommun i Brasilien.   Den ligger i delstaten Ceará, i den östra delen av landet, 1 600 km nordost om huvudstaden Brasília. Antalet invånare är 16 836.
Omgivningarna runt Tejuçuoca är huvudsakligen savann. Runt Tejuçuoca är det glesbefolkat, med 15 invånare per kvadratkilometer.